# Виера, Густаво (уругвайский футболист)
Густаво Даниэль Виера Морейра (исп. Gustavo Daniel Viera Moreira; род. 21 октября 2000, Монтевидео, Уругвай) — уругвайский футболист, нападающий клуба «Феникс».

## Клубная карьера
Виера — воспитанник столичного клуба «Ливерпуль». 6 апреля 2017 года в поединке Южноамериканского кубка против бразильского «Флуминенсе» Густаво дебютировал за основной состав, в возрасте 16 лет. 6 мая в матче против «Данубио» он дебютировал в уругвайской Примере.

## Международная карьера
В 2017 года Виера в составе юношеской сборной Уругвая принял участие в юношеском чемпионат Южной Америки в Чили. На турнире он сыграл в матчах против команд Эквадора, Колумбии и Боливии. В поединке против боливийцев Густаво забил гол.